# Cantone di Bourgneuf-en-Retz
Il Cantone di Bourgneuf-en-Retz era una divisione amministrativa dell'arrondissement di Saint-Nazaire.
È stato soppresso a seguito della riforma complessiva dei cantoni del 2014, che è entrata in vigore con le elezioni dipartimentali del 2015.
Comprendeva i comuni di:
- La Bernerie-en-Retz
- Bourgneuf-en-Retz
- Chéméré
- Fresnay-en-Retz
- Les Moutiers-en-Retz
- Saint-Hilaire-de-Chaléons